# Phylloxylon decipiens
Phylloxylon decipiens é uma espécie vegetal da família Fabaceae.
Apenas pode ser encontrada no Madagáscar.